# Scotodrymadusa philbyi
Scotodrymadusa philbyi är en insektsart som först beskrevs av Boris Petrovich Uvarov 1927.  Scotodrymadusa philbyi ingår i släktet Scotodrymadusa och familjen vårtbitare. Inga underarter finns listade i Catalogue of Life.